# Karl Höhnel
Karl Höhnel (* 22. Dezember 1900 in Turn bei Teplitz-Schönau; † 25. Januar 1984 in Leipzig) war ein deutscher Archivar. Er war von 1961 bis 1969 Direktor des Staatsarchivs Leipzig.

## Leben
Höhnel absolvierte eine kaufmännische Lehre und ein juristisches Teilstudium in Prag. 1925 legte er sein Examen an der philosophischen Fakultät der Karls-Universität Prag ab, wo er auch zum Dr. phil. promoviert wurde. Anschließend war er im Bankwesen im ehemaligen Sudetenland beschäftigt.
Nach dem Zweiten Weltkrieg war er kurze Zeit Lehrer und arbeitete in seinem kaufmännischen Beruf. Er wurde 1946 Mitglied der Sozialistischen Einheitspartei Deutschlands (SED). Schließlich nahm er am ersten Lehrgang für Archivwissenschaften am Institut für Archivwissenschaft in Potsdam teil. Von 1953 bis 1961 war er als stellvertretender Leiter der Staatlichen Archivverwaltung der DDR und Leiter der Abteilung Organisation, Anleitung und Kontrolle tätig. Von 1956 bis 1958 vertrat er den erkrankten Otto Meier als geschäftsführender Leiter. Von Anfang 1961 bis 1969 war er Direktor des Staatsarchivs Leipzig. Er war zeitweise Mitglied des Zentralvorstandes der Gewerkschaft Wissenschaft im FDGB. Höhnel war 1967 an der Bildung der Zentralstelle für Genealogie in der DDR als selbständige Einrichtung beteiligt. Auch nahm er 1979 an der Gründungsversammlung der Leipziger Kulturbund-Arbeitsgemeinschaft Genealogie (aus der 1991 die Leipziger Genealogische Gesellschaft hervorging) teil.

## Auszeichnungen
- 1959 Verdienstmedaille der DDR